# Consolidated PB2Y

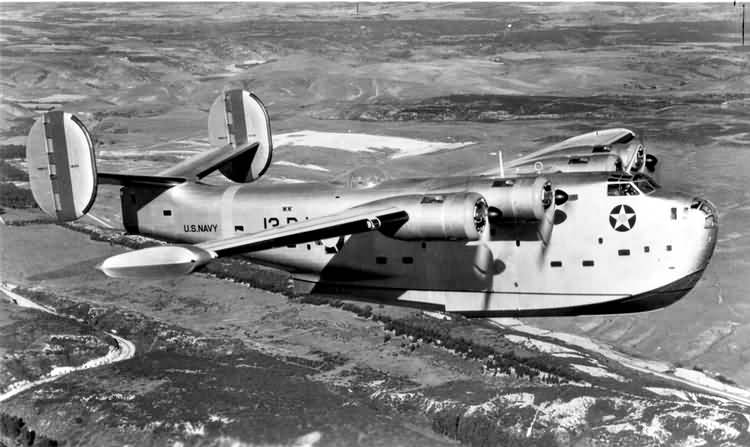
PB2Y-2 der ersten Einsatzstaffel VP-13, 1941

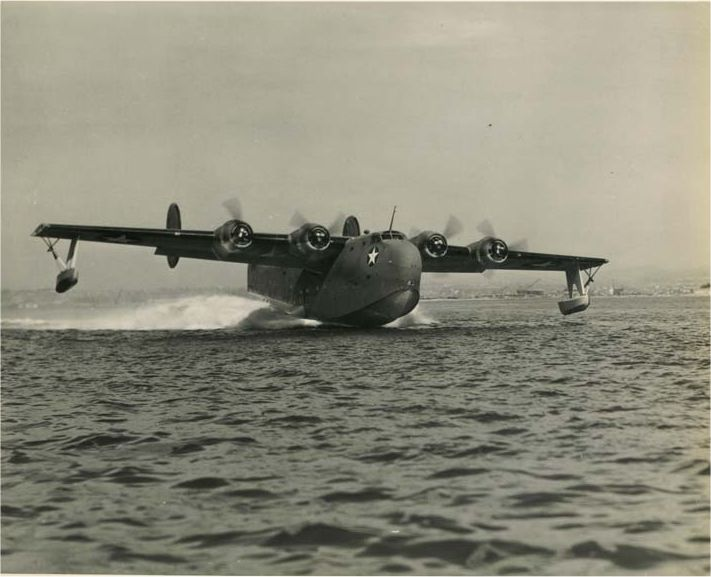
Start einer PB2Y-3 der VP-13, 1942

Die Consolidated PB2Y „Coronado“ war ein viermotoriger Seefernaufklärer des US-amerikanischen Herstellers Consolidated Aircraft, der im Zweiten Weltkrieg von der US Navy eingesetzt wurde.
Die „Coronado“ unterschied sich grundlegend von der erfolgreichen Consolidated PBY „Catalina“. Ein massiger hoher Rumpf trug den großen Tragflügel mit den vier Twin-Wasp-Motoren in Schulterdeckerbauweise, das doppelte Seitenleitwerk entsprach dem der Consolidated B-24 „Liberator“, allerdings waren die Höhenleitwerke in leichter V-Form angeordnet. Im Dezember 1937 flog der erste Prototyp und 1941 begann der Einsatz im Truppendienst.
Als Seefernaufklärer war die PB2Y nicht besonders erfolgreich, wogegen die gleichzeitig entwickelte Transporter-Version zahlreiche Einsätze flog. Mit einer Kapazität von 44 Passagieren bzw. 25 Tragen oder 7250 kg Fracht war sie ein leistungsfähiges Langstreckenflugzeug. Zehn Maschinen flogen allein für die Royal Air Force auf der Transatlantikstrecke.

## Entwicklung
Nach einigen Versuchen mit dem XPB2Y-1-Prototyp in Bezug auf die Stabilität wurde die konstruktive Auslegung der PB2Y-2 etwas verändert. Sie erhielt ein massives doppeltes Seitenleitwerk und vier Pratt & Whitney-R-1830-Doppelsternmotoren. Die Propellerblätter waren verstellbar. An den Tragflächenenden waren kleinere einziehbare Schwimmer montiert.
Der Nachfolger, die PB2Y-3, erhielt eine bessere Panzerung und selbstdichtende Kraftstofftanks. Sie kam kurz nach dem Angriff auf Pearl Harbor Ende 1941 in den Dienst und bildete die erste Flotte früher Coronados.
Die XPB2Y-4 wurde von vier Wright-R-2600-Doppelsternmotoren angetrieben und wies eine höhere Leistungsfähigkeit auf. Trotzdem wurde nicht die gesamte PB2Y-3-Flotte umgerüstet, die meisten Maschinen wurden in PB2Y-5 umgebaut und bekamen neue R-1830-92-Motoren.
Haupteinsatzgebiet waren Transportflüge in niedriger Höhe, um Feindkontakt zu vermeiden. Einige Coronados wurden als Bomber und zur U-Boot-Bekämpfung eingesetzt. Die RAF bekam leihweise einige Exemplare von der US Navy.
Heute existiert nur noch eine „Coronado“ auf der Naval Air Station Pensacola (Florida) im National Museum of Naval Aviation.

## Varianten

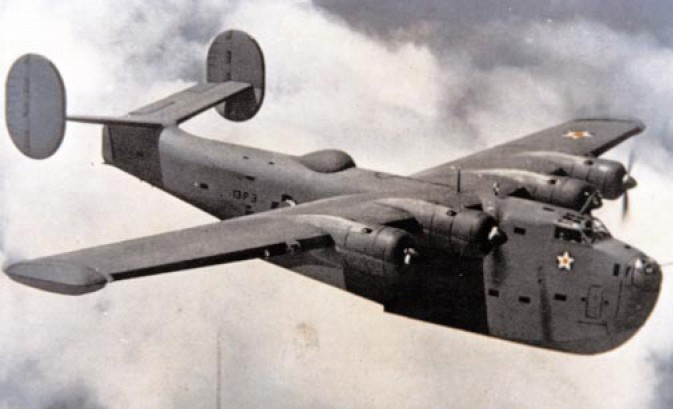
PB2Y-2 1941

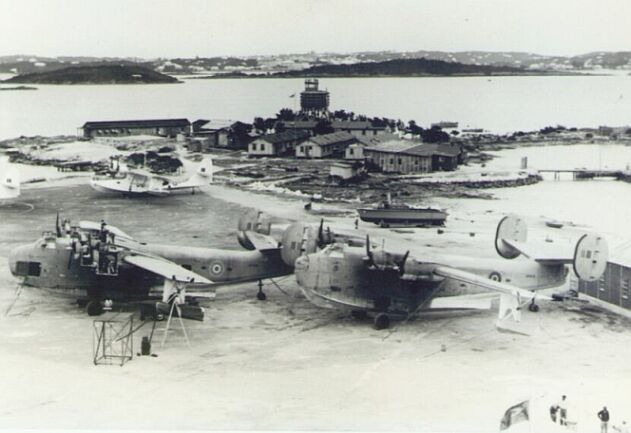
PB2Y-3B der Royal Air Force

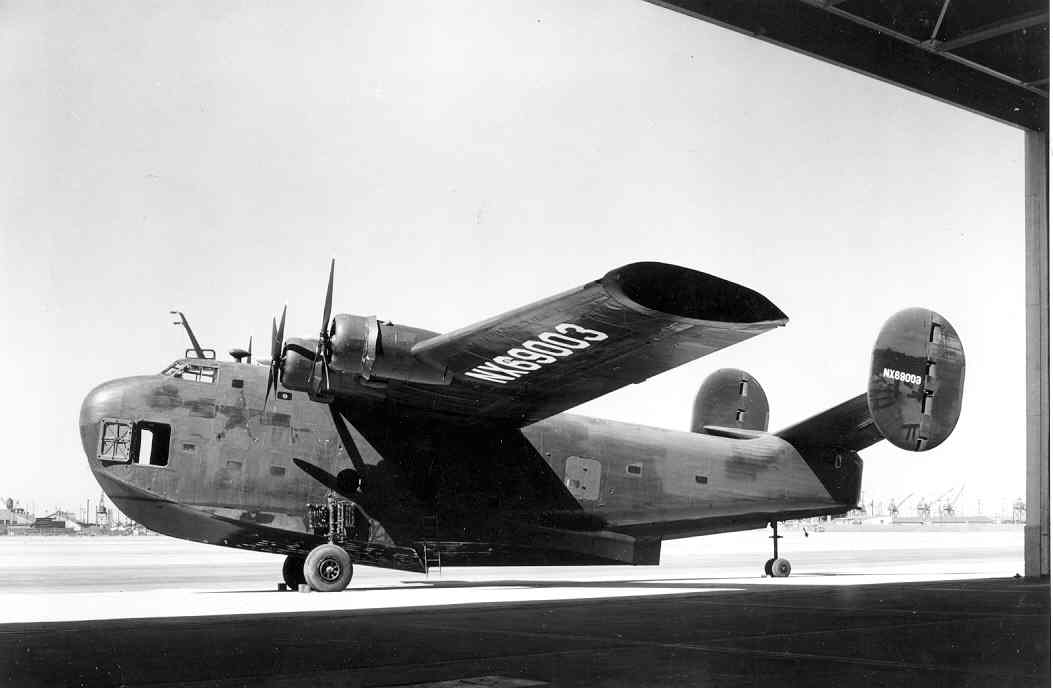
PB2Y-5R

XPB2Y-1
Prototyp mit vier 1050 PS leistenden Pratt & Whitney-XR-1830-72-Motoren, einer gebaut (BuNo 0453). Ursprünglich hatte die Maschine ein einfaches Seitenleitwerk, später wurde sie mit einem Doppelleitwerk ausgerüstet.
PB2Y-2
Version mit R-1830-78-Motoren mit zweistufigen Turboladern und 1020 PS Leistung, modifiziertem Rumpf und einer auf sechs 12,7-mm-MG verstärkten Bewaffnung, sechs gebaut (BuNo 1633–1638).
XPB2Y-3
Umbau einer PB2Y-2 (BuNo 1638) mit 1.200 PS leistenden R-1830-88-Motoren, selbstabdichtenden Tanks und acht MG.
PB2Y-3
Serienversion der XPB2Y-3, 210 gebaut (BuNo 7043–7242, 02737–02746).
PB2Y-3B
Bezeichnung für im Rahmen des Leih- und Pachtgesetzes an die Royal Air Force abgegebene PB2Y-3.
PB2Y-3R
31 als unbewaffnete Transportflugzeuge umgebaute PB2Y-3 mit großer Ladetür und Sitzen für 31 Passagiere.
XPB2Y-4
Umbau einer PB2Y-2 (BuNo 1636) und Ausrüstung mit Wright-R-2600-Motoren.
XPB2Y-5
Ausrüstung der XP2BY-3 mit 1.200 PS leistenden R-1830-92-Motoren, vergrößertem Treibstoffvorrat und Starthilferaketen (RATO = „rocket assisted take-off“).
PB2Y-5
analog der XPB2Y-5 umgebaute PB2Y-3.
PB2Y-5H
als Lazarettflugzeuge umgebaute PB2Y-5 mit Plätzen für 25 Krankentragen.
PB2Y-5R
zum Transporter umgebaute PB2Y-5.

## Technische Daten

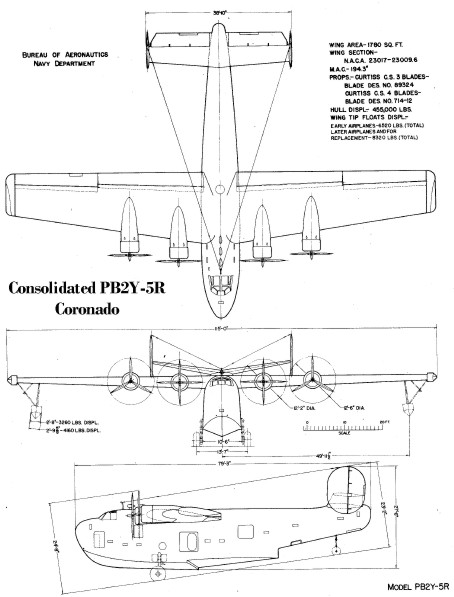
3-Seiten-Riss einer PB2Y-5R

| Kenngröße             | Daten (PB2Y-5)                                                               |
| --------------------- | ---------------------------------------------------------------------------- |
| Länge                 | 24,2 m                                                                       |
| Spannweite            | 35 m                                                                         |
| Tragflügelfläche      | 165,4 m²                                                                     |
| Höhe                  | 8,4 m                                                                        |
| Antrieb               | 4 × Doppelsternmotor Pratt & Whitney R-1830-92, je 895 kW (1200 PS)          |
| Höchstgeschwindigkeit | 310 km/h in 1980 m Höhe                                                      |
| Reichweite            | 1720 km                                                                      |
| Besatzung             | 10                                                                           |
| Dienstgipfelhöhe      | 6250 m                                                                       |
| Leermasse             | 18.530 kg                                                                    |
| Startmasse            | 29.940 kg                                                                    |
| Bewaffnung            | acht .50-Kaliber-Browning M2, max. 5443 kg Bomben oder zwei Mark-13-Torpedos |